# 127 г. пр.н.е.
127 (сто двадесет и седма) година преди новата ера (пр.н.е.) е година от доюлианския (Помпилийски) римски календар.

## Събития

### В Римската република
- Консули са Луций Касий Лонгин Равила и Луций Корнелий Цина.

### В Азия
- Сатрапът Хиспаосин обявява независимостта на провинцията си от царството на Селевкидите и става първи цар на малката държава Харакена, която остава полунезависима дори след завладяването на района от Партия.
- Царят на Партия Фраат II загива в битка.[notes 1]
- Никомед III наследява баща си Никомед II на трона на Витиния.[1]

## Родени
- Александър Янай, цар на Юдея (умрял 76 г. пр.н.е.)

## Починали
- Фраат II, цар на Партия

Бележки:
1. ↑  Или 126 г. пр.н.е.